# 113684 Giannagianni
113684 Giannagianni este o planetă minoră (asteroid), cu un diametru de 6,861 km, din centura de asteroizi. A fost descoperită pe 2 octombrie 2002 la  de . 
Obiectul prezintă o orbită caracterizată de o semiaxă mare de 3,1342038883621 UAi, o excentricitate de 0,042584823571005, o înclinație de 14,237517049229 ° în raport cu ecliptica.